# Биншток, Элла Мироновна
Э́ла Миро́новна Биншто́к (19 ноября 1929, Москва — 14 мая 2003, Беэр-Шева, Израиль) — советская и израильская художница.
Родилась в Москве в 1929 году. Уже в 14 лет решила, что станет художницей. В 1955 году окончила Тартуский Государственный художественный институт Эстонской ССР. Преподавала в художественном училище города Костромы в 1955-56 годах. В 1957 году начала участвовать в республиканских и московских выставках. В 1981 году прошла её первая персональная выставка в Костромском музее изобразительных искусств. 
Её работы находятся в музеях Костромы, Павлодара, Пущино, а также в частных собраниях Москвы, Праги, Минска, Чикаго, Нью-Йорка, Монреаля, Финляндии, Тель-Авива, Иерусалима и Беэр-Шевы.
С 1992 жила в Израиле, в городе Беэр-Шева.